# Artilleros
Artilleros est une ville de l'Uruguay située dans le département de Colonia. Sa population est de 36 habitants.

## Histoire
En 1903, l'église locale a été ouverte.

## Population
| Année | Population |
| ----- | ---------- |
| 1963  | 31         |
| 1975  | 42         |
| 1985  | 37         |
| 1996  | 63         |
| 2004  | 36         |

Référence,: